# 유럽 고속도로 7호선

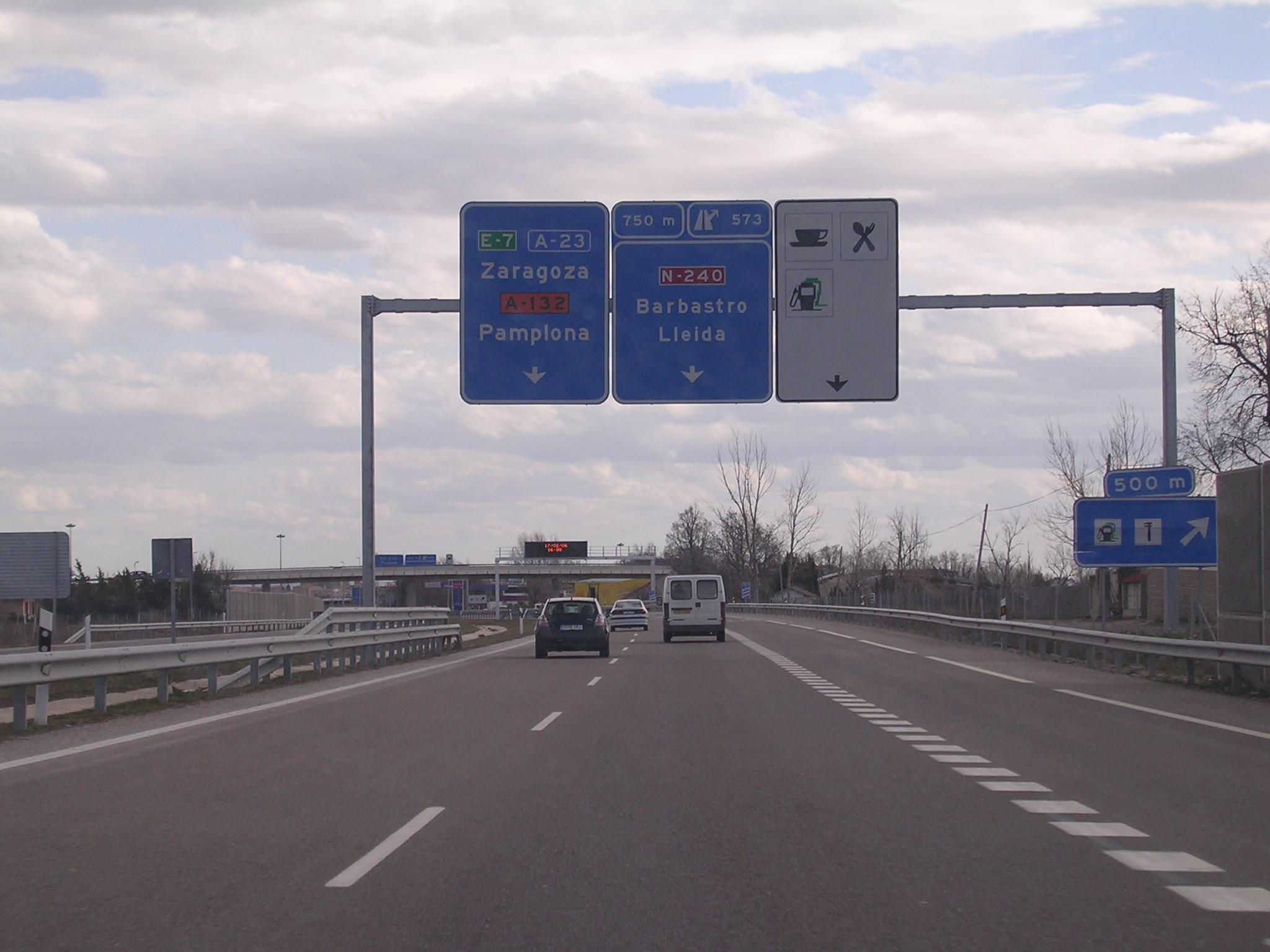

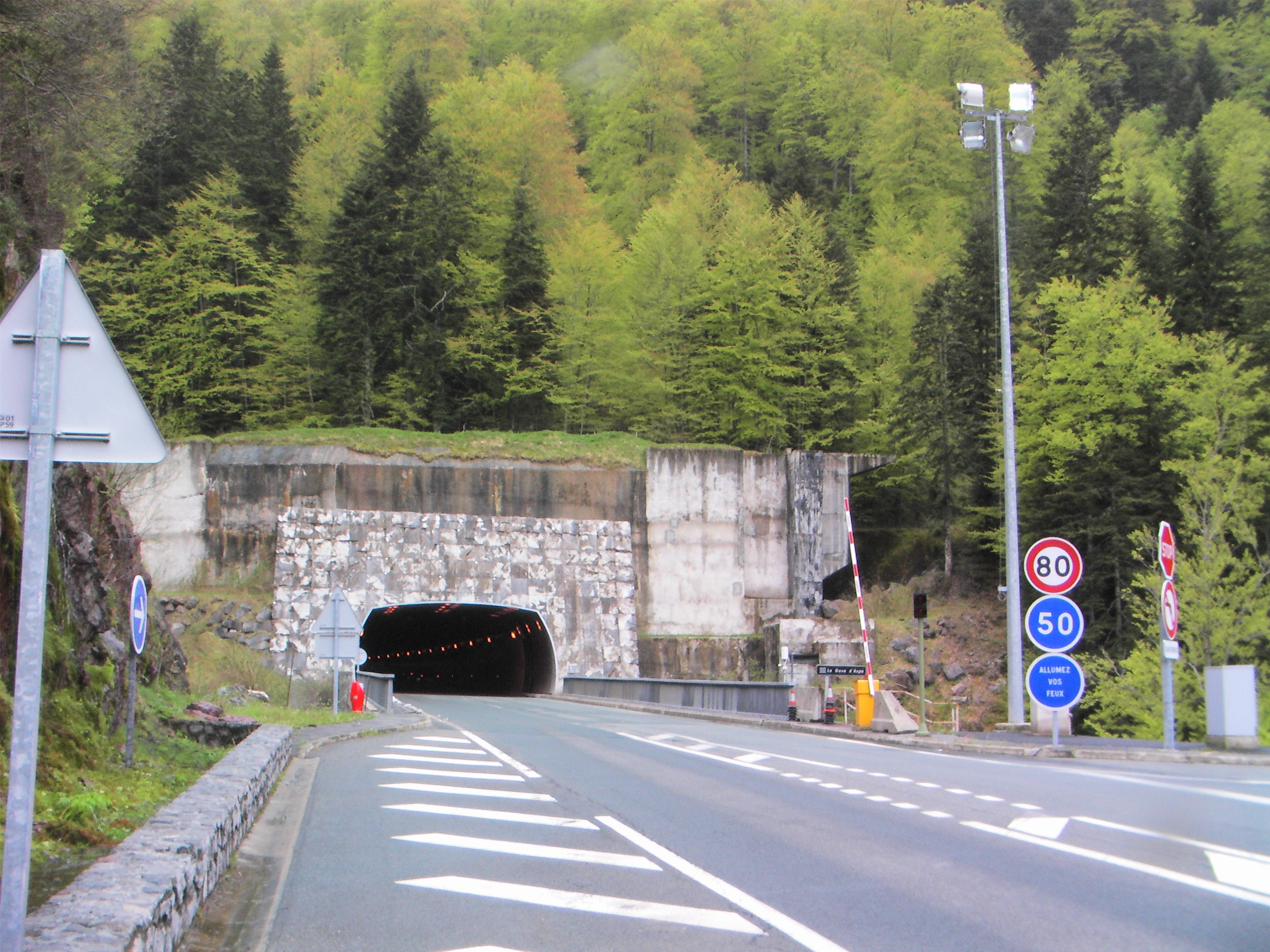
프랑스의 관문으로 향하고 있는 터널인 솜포트 터널 입구 전경.

유럽 고속도로 07호선(European route E7, E7, E07)은 포에서 사라고사까지 이어주는 총 연장 259 km(161 마일)의 거리를 가진 국제 E-road 네트워크 간선 도로망이다.

## 주요 경유지
- 프랑스 : 포
- 스페인 : 하카, 우에스카, 사라고사[1]